# Reflections (Keppel Bay)
Das Reflections in Keppel Bay, Singapur ist ein Luxus-Wohnprojekt am Ufer mit insgesamt ca. 84.000 m² Wohnfläche und 750 m Küste. Es wurde 2011 fertiggestellt und hat 1129 Wohneinheiten.
Der Entwurf wurde von Daniel Libeskind, der auch den Masterplan für das World Trade Center Memorial erstellte, konzipiert.

## Galerie

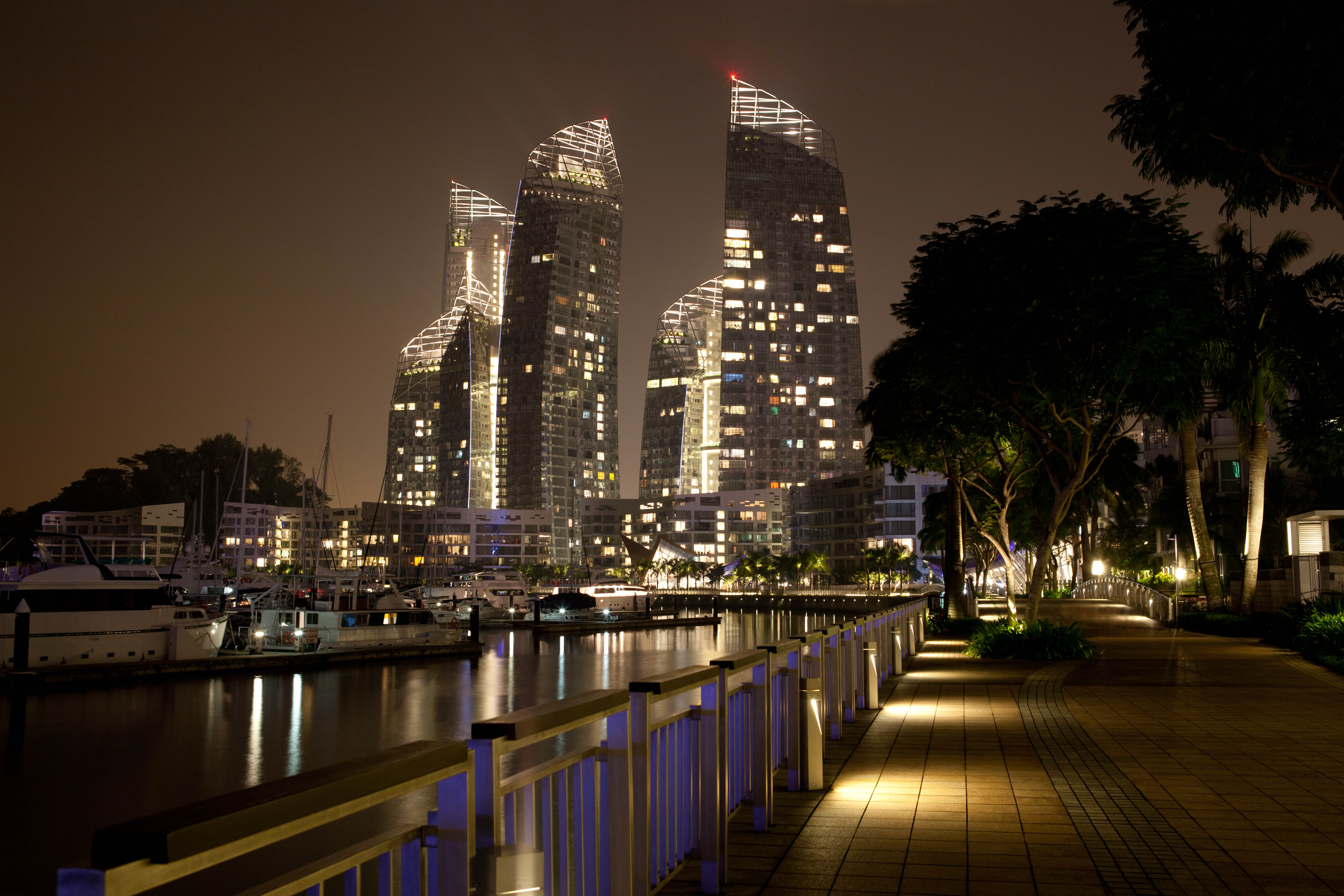
Nachtaufnahme